# Valeri Karpin
Valeri Gueórguievich Karpin (en ruso: Валерий Георгиевич Карпин; en estonio: Valery Karpin; n. Narva, República Socialista Soviética de Estonia, 2 de febrero de 1969) es un exfutbolista y entrenador ruso nacido en la Unión Soviética. Posteriormente, adquirió también la nacionalidad de Estonia.
Fue el entrenador del Spartak de Moscú desde el 26 de noviembre de 2012 hasta el 18 de marzo de 2014, tras el cese de Unai Emery. Además, ocupó el cargo de director general del club moscovita desde 2008 hasta 2014. Actualmente dirige a la selección de Rusia y al Dinamo Moscú.

## Biografía
Valeri Karpin nació en 1969 en la Unión Soviética, en una localidad fronteriza con Rusia (Narva), ubicada en territorio nacional de lo que es la actual República de Estonia. Pertenece a la minoría rusa de Estonia, de ahí que su primera nacionalidad fuera la rusa antes de obtener la doble nacionalidad estonia en 2003 y fuera internacional con la selección rusa de fútbol.
Tras retirarse como futbolista en 2005, emprendió varias inversiones en el sector de la construcción en asociación con su excompañero del Celta Michel Salgado. Empezó reformando un edificio en el centro de Vigo, donde se encuentran las oficinas de Valery Karpin S.L., además de otros proyectos de mayor envergadura como la reforma de todo un barrio deprimido de la ciudad. Aparte de inversiones en el sector inmobiliario, patrocinó equipos deportivos como el equipo ciclista Karpin Galicia, el equipo de voleibol Karpin Vigo o el Vigo Rugby Club.
Está casado desde 2007 con una viguesa y tiene dos hijas de su anterior matrimonio.

## Trayectoria como jugador

### Real Sociedad
Su etapa como jugador de la Real Sociedad se dividió en dos etapas. En la primera, iniciada en 1994, llegó procedente del Spartak de Moscú, que percibió 125 millones de pesetas por su traspaso.

### Valencia CF
En 1996, el Valencia CF pagó su cláusula de rescisión (1000 millones de pesetas), por lo que abandonó la Real Sociedad rumbo a Mestalla.

### RC Celta
Tras una sola temporada en el Valencia, fichó por el Celta de Vigo. En el equipo del 2000 fue una de las piezas claves para el equipo, junto con otros jugadores como Mostovoi, Gustavo López, Mazinho, Haim Revivo o Catanha. Llegó a una final de la Copa del Rey y ganó la Intertoto 2000.

### Real Sociedad
En la segunda etapa en Anoeta (3 años, entre 2002 y 2005) fue uno de los pilares para la consecución del subcampeonato de Liga (2002-03) y uno de los jugadores más destacados en la participación de la Real en la Liga de Campeones al año siguiente. Al término de su contrato con la Real, abandonó su carrera como futbolista profesional.

### Selección nacional
Con la Selección de Rusia Jugó 72 partidos y anotó 17 goles. Su primer gol internacional con Rusia fue el 17 de agosto de 1992 en un partido contra México, el resultado final fue de 2-0 con victoria rusa.

#### Participaciones en Copas del Mundo
| Mundial                   | Sede                  | Resultado    |
| ------------------------- | --------------------- | ------------ |
| Mundial de Fútbol de 1994 | Estados Unidos        | Primera fase |
| Mundial de Fútbol de 2002 | Corea del Sur y Japón | Primera fase |

#### Participaciones en Eurocopas
| Eurocopa      | Sede       | Resultado    |
| ------------- | ---------- | ------------ |
| Eurocopa 1996 | Inglaterra | Primera fase |

## Trayectoria como entrenador
Tras su retirada como futbolista en 2005, ocupó el cargo de director general del Spartak de Moscú desde 2008 hasta marzo de 2014, equipo al que además dirigió en dos periodos.
Entre abril de 2009 hasta junio de 2012, compaginó sus labores con las de entrenador, sustituyendo a Michael Laudrup y dirigiendo al equipo durante dos campañas, hasta el final de la temporada 2011/12. La temporada 2012/13 comenzó sucediéndole en el banquillo el español Unai Emery; pero en noviembre de 2012, cuando este fue cesado, Karpin volvió a ocupar el cargo de entrenador hasta el 18 de marzo de 2014, cuando dejó el club.
En agosto de 2014, se convirtió en el nuevo entrenador del Mallorca. Pese a que comenzó la Liga sumando sólo 2 puntos en las 7 primeras jornadas, logró remontar el vuelo sumando 5 victorias consecutivas justo después. Pero a continuación, el equipo volvió a caer en una mala racha de resultados que provocó la destitución de Karpin el 10 de febrero de 2015.
En julio de 2015, aceptó una oferta para hacerse cargo del FC Torpedo Armavir; aunque solo permaneció una temporada en el club ruso.
En julio de 2021, fue nombrado nuevo seleccionador de Rusia, cargo que compaginará con el de entrenador del FC Rostov con el de seleccionador durante los seis próximos meses.Sin embargo, diez días después, después de solo dos partidos entrenando tanto al Rostov como a la selección nacional, el 2 de agosto de 2021 abandonó Rostov por mutuo consentimiento, encargándose solamente de la selección.
El 10 de marzo de 2022, regresó al FC Rostov hasta el año 2026, compaginándolo otra vez con la Selección de Rusia. Debido a que la selección rusa fue vetada por la UEFA para competir en los torneos internacionales como respuesta a la invasión rusa de Ucrania.En febrero de 2025, presentó su renuncia como técnico del equipo ruso para centrarse en sus funciones como entrenador del seleccionado.
En junio de 2025, asumió al frente del Dinamo Moscú.

## Clubes

### Como jugador
| Club                    | País                    | Año                 | Partidos | Goles |
| ----------------------- | ----------------------- | ------------------- | -------- | ----- |
| FC Sport Tallinn        | Estonia                 | 1986-1987           | 25       | 1     |
| PFC CSKA Moscú          | Unión Soviética         | 1987-1988           | 3        | 0     |
| Fakel Vorónezh          | Unión Soviética         | 1989                | 25       | 7     |
| Spartak de Moscú        | Unión Soviética / Rusia | 1990-1994           | 116      | 29    |
| Real Sociedad de Fútbol | España                  | 1994-1996           | 77       | 17    |
| Valencia C. F.          | España                  | 1996-1997           | 46       | 6     |
| R. C. Celta de Vigo     | España                  | 1997-2002           | 218      | 39    |
| Real Sociedad de Fútbol | España                  | 2002-2005           | 117      | 20    |
| Total en su carrera     | Total en su carrera     | Total en su carrera | 627      | 119   |

### Como entrenador
| Club               | País   | Año           | PJ  | PG  | PE  | PP  | Rendimiento |
| ------------------ | ------ | ------------- | --- | --- | --- | --- | ----------- |
| Spartak de Moscú   | Rusia  | 2009-2014     | 161 | 80  | 36  | 45  | 57.14%      |
| RCD Mallorca       | España | 2014-2015     | 25  | 7   | 6   | 12  | 45.39%      |
| Torpedo Armavir    | Rusia  | 2015-2016     | 40  | 11  | 10  | 19  | 35.83%      |
| Rostov             | Rusia  | 2017-2021     | 111 | 42  | 29  | 40  | 46.55%      |
| Selección de Rusia | Rusia  | 2021-Act.     | 27  | 17  | 8   | 2   | 72.84%      |
| Rostov             | Rusia  | 2022-2025     | 116 | 53  | 29  | 34  | 54.02%      |
| Dinamo Moscú       | Rusia  | 2025-presente |     |     |     |     |             |
| Total              | Total  | Total         | 480 | 210 | 118 | 152 | 51.94%      |

## Palmarés

### Campeonatos nacionales
| Título                     | Club             | País            | Año  |
| -------------------------- | ---------------- | --------------- | ---- |
| Copa de la Unión Soviética | FC Spartak Moscú | Unión Soviética | 1992 |
| Liga Premier de Rusia      | FC Spartak Moscú | Rusia           | 1992 |
| Liga Premier de Rusia      | FC Spartak Moscú | Rusia           | 1993 |
| Liga Premier de Rusia      | FC Spartak Moscú | Rusia           | 1994 |
| Copa de Rusia              | FC Spartak Moscú | Rusia           | 1994 |

### Campeonatos internacionales
| Título                    | Club                | Sede            | Año  |
| ------------------------- | ------------------- | --------------- | ---- |
| Copa Intertoto de la UEFA | R. C. Celta de Vigo | San Petersburgo | 2000 |